# Володимир Пелліх
Володимир Пелліх (пол. Wołodymyr Pellich; 17 жовтня 1886, Лісовичі — 28 грудня 1981, Нью-Брансвік) — український громадський діяч, греко-католицький священик, депутат Сейму ІІ каденції.
Закінчив C. К 1-шу Тернопільську гімназію, потім теологію у Львівському університеті. 22 жовтня 1911 р. висвячений митрополитом Андреєм Шептицьким, перебрав парафію св. Варвари у Відні. Там у 1913 році він здобув ступінь доктора філософії у Віденському університеті.
У 1917 році він став капеланом для всіх греко-католицьких вояків австро-угорської армії, які воювали на італійському фронті.
У 1918—1932 рр. був парохом у Радзехові. Під час польсько-української війни 11 червня 1919 р. отець Пелліх був заарештований за «українську агітацію та ворожу діяльність проти польської держави» й інтернований спочатку у Львові, а потім у Лашках біля Львова. Звільнений з інтернування 16 березня 1920 р., 27 квітня 1920 р. повторно заарештований, інтернований до кінця вересня 1920 р.
У 1937—1942 рр. отець Пелліх був парохом у Черневому, а в 1942—1944 рр. у селі Довге поблизу Моршина. У 1944 р. через страх перед радянською владою емігрував до Німеччини; після війни перебував у таборі Карлсфельд поблизу Мюнхена. У 1947 році емігрував до США.